# Synagoga w Ornecie
Synagoga w Ornecie – synagoga znajdująca się w Ornecie przy ulicy Mikołaja Kopernika 24.
Synagoga została zbudowana w 1890 roku. Podczas II wojny światowej hitlerowcy zdewastowali synagogę. Po zakończeniu wojny budynek synagogi przebudowano na dom mieszkalny.